# Aqua Timez
Aqua Timez(일본어: アクア・タイムズ)는 일본의 록 밴드이다. 보통 《아쿠아》라고 불린다.

## 멤버
- 후토시(太志) - 보컬

1980년 5월 10일(44세). 기후현 기후시 출신.
- 다이스케(大介) - 기타, 프로그래밍, 코러스

1977년 4월 12일(47세). 후쿠시마현 도미오카정 출신.
본명은 하세가와 다이스케 (長谷川大介)
- OKP-STAR - 베이스

1977년 3월 25일(48세). 후쿠시마 현 이와키시 출신.
본명은 오카다 토모히사 (岡田知久)
- 마유코(mayuko) - 키보드

1977년 9월 18일(47세). 도야마현 도야마시 출신.
- 탓시(TASSHI) - 드럼

1978년 8월 21일(46세). 고치현 고치시 출신.
본명은 타시마 히로유키 (田島智之)

## 발자취
2003년
- 보컬 후토시와 베이스 기타 담당인 오케피 스타 둘이서 Aqua Timez를 결성했다. 객원 멤버로 키보드의 마유코와 기타의 다이스케가 참가했다. 그 후 마유코와 다이스케가 정식 멤버로 가입하고, 도쿄를 중심으로 활동하기 시작했다.

2006년
- 7월 드럼 연주자 탓시가 정식 가입하여, 현재 5명의 멤버가 완성됐다.
- 12월 〈결의의 아침에〉로 《NHK 홍백가합전》에 첫 출장했다.

2008년
- 〈무지개〉로 2006년에 이어 2번째 《홍백가합전》에 출장했다.

## 음반 목록

### 싱글
| 자체제작 | 2004년 10월      | いつもいっしょ       | 언제나 함께         | |      |                 |        |          |                                      |
| 1st      | 2006년 7월 5일   | 決意の朝に           | 결의의 아침에       | 영화 《브레이브 스토리》 주제가 |      |                 |        |          |                                      |
| 2nd      | 2006년 11월 22일 | 千の夜をこえて       | 천 번의 밤을 넘어서 | 영화 《극장판 블리치 MEMORIES OF NOBODY》 주제가 음악 전사 MUSIC FIGHTER 2006년 12월 오프닝                                                      |      |                 |        |          |                                      |
| 3rd      | 2007년 5월 9일   | しおり               | 책갈피              | 아사히음료 미츠야 사이다 CM 삽입곡 NTV 스페셜 드라마 《신칸센 GIRL》 삽입곡                                                                      |      |                 |        |          |                                      |
| 4th      | 2007년 8월 1일   | ALONES               |                     | 애니메이션 《블리치 6기》 여는 곡 |      |                 |        |          |                                      |
| 5th      | 2007년 10월 31일 | 小さな掌             | 작은 손             | 드라마 《죠시데카! -여자형사-》 주제가 |      |                 |        |          |                                      |
| 6th      | 2008년 5월 8일   | 虹                   | 무지개              | 드라마 《고쿠센 3》 주제가 |      |                 |        |          |                                      |
| 7th      | 2008년 10월 1일  | 夏のかけら           | 여름의 파편         | 아라가키 유이 주연의 영화 《플레이 플레이 소녀》 주제가                                                                                          |      |                 |        |          |                                      |
| 8th      | 2009년 1월 14일  | Velonica             |                     | 애니메이션 《블리치 9기》 여는 곡 |      |                 |        |          |                                      |
| 9th      | 2009년 3월 4일   | STAY GOLD            |                     | 요요기 제미널 CM송 |      |                 |        |          |                                      |
| 10th     | 2009년 7월 29일  | プルメリア~花唄~     | 플루메리아 ~꽃노래~ | 영화 《고쿠센 더 무비》 주제가 PV에는 AKB48 우라노 가즈미가 출연한다                                                                             |      |                 |        |          |                                      |
| 11st     | 2010년 1월 27일  | 絵はがきの春         | 그림엽서의 봄       | 아지노모토 '쿠노루 컵 수프' CM송 |      |                 |        |          |                                      |
| 12nd     | 2010년 10월 13일 | GRAVITY Ø            |                     | MBS·TBS 《STAR DRIVER 빛의 타쿠토》 오프닝 테마                                                                                                  |      |                 |        |          |                                      |
| 13rd     | 2011년 1월 26일  | 真夜中のオーケストラ | 한밤중의 오케스트라 | M1. TV 도쿄 《NARUTO -나루토- 질풍전》 엔딩 테마 M2. 제90회 전국 고등학교 럭비풋살대회 테마송 M3. TV 도쿄 《NARUTO -나루토- 질풍전》 오프닝 테마 |      |                 |        |          |                                      |
| 14th     | 2012년 2월 22일  | MASK                 | 마스크              | 애니메이션 <<블리치30기ed>> 닫는곡 | 15th | 2012년 8월 22일 | つぼみ | 꽃봉오리 | 드라마 《고스트 마마 수사선》 주제가 |

### 미니 앨범
|          | 발매일                   | 타이틀                 | 타이틀 (의미)             |
| -------- | ------------------------ | ---------------------- | ------------------------- |
| 자체제작 | 2004년                   | 悲しみの果てに灯る光   | 슬픔의 끝에 빛나는 빛     |
| 1st      | 2005년 8월 24일 (인디즈) | 空いっぱいに奏でる祈り | 하늘 가득히 연주하는 기도 |
| 2nd      | 2006년 4월 5일           | 七色の落書き           | 일곱빛깔 낙서             |

### 정규 앨범
|     | 발매일           | 타이틀              | 타이틀 (의미)      |
| --- | ---------------- | ------------------- | ------------------ |
| 1st | 2006년 12월 6일  | 風をあつめて        | 바람을 모아서      |
| 2nd | 2007년 11월 21일 | ダレカの地上絵      | 누군가의 지상 그림 |
| 3rd | 2009년 3월 11일  | うたい去りし花      | 노래하고 사라진 꽃 |
| 4th | 2011년 2월 16일  | カルペ・ディエム    | 카르페 디엠        |
| 5th | 2012년 9월 5일   | because you are you |                    |

### 베스트 앨범
|     | 발매일           | 타이틀                 |
| --- | ---------------- | ---------------------- |
| 1st | 2009년 10월 14일 | The BEST of Aqua Timez |

### 미발표 곡
아마추어 시절 공식 홈페이지에서 들을 수 있었지만, 재제작 가능성은 미정이다.
- 探し物はなんですか? 사가시모노와 난데스카?[*] 찾는 건 무엇인가요?
- ツヨクアレ 쇼크아레[*] 충격 있음
- だいじょうぶ 다이죠부[*] 괜찮아
  - (SMAP에 제공한 곡. 아마추어 시절 싱글 〈언제나 함께〉에 수록되어 있다.)
- 手紙 테가미[*] 편지
- 挑戦者 초센샤[*] 도전자